# Hugues de Bar (évêque de Verdun)
Pour les articles homonymes, voir Hugues de Bar.
Hugues de Bar, né en 1318, mort en 1361, fut évêque de Verdun de 1352 à 1361.

## Biographie
Il était fils de Pierre, seigneur de Pierrefort, et de Jeanne de Vienne. Par son père, il était petit-fils de Thiébaut II, comte de Bar.
Le 28 janvier 1329, il est nommé chanoine à Verdun, puis évêque de Verdun le 4 juillet 1351 et sacré avant le 26 mai 1352. Il entretint de bonnes relations avec le Saint-Siège.
En 1361, il partit en pèlerinage en Terre sainte et mourut le 13 août 1361 dans le Sinaï.

## Source
- Georges Poull, La Maison souveraine et ducale de Bar, 1994 [détail de l’édition]